# Kanvadynastie
De Kanvadynastie of Kanva's waren een dynastie van koningen die in de 1e eeuw v.Chr. grote delen van het noorden van India regeerden.
Hun machtsbasis lag in Magadha. De eerste Kanvaheerser, Vasudeva, zette rond 75 v.Chr. de laatste heerser van de Shungadynastie af en volgde hem op. De Shunga's bleven onder de Kanva's als lokale vazallen aan de macht in een uithoek van het rijk. Het Kanvarijk werd in 26 v.Chr. veroverd door de Satavahanadynastie, die vanuit het Hoogland van Dekan in Centraal-India regeerden.
De vier koningen van de Kanvadynastie waren:
- Vasudeva (± 75 - ± 66 v.Chr.)
- Bhumimitra (± 66 - ± 52 v.Chr.)
- Narayana (± 52 - ± 40 v.Chr.)
- Susarman (± 40 - ± 26 v.Chr.)